# 須永俊輔
須永 俊輔（すなが しゅんすけ、1985年8月27日 - ）は埼玉県出身の元サッカー選手。ポジションはMF。現在は立正大学でコーチ。

## 経歴
2011の国体成年代表に選手として選出され、出場。

## 所属クラブ
- 2008年 - 2009年  アルビレックス新潟・シンガポール

## 指導歴
- 2010年　埼玉工業大学　コーチ
- 2011年-現在　立正大学　コーチ